# Biomedicina
La biomedicina è una branca della scienza medica che applica principi della biologia e delle scienze naturali alla pratica clinica.
La biomedicina comporta lo studio dei processi patofisiologici con metodi propri di biologia, chimica e fisica.
Gli approcci variano dalla semplice comprensione delle interazioni molecolari allo studio delle conseguenze in vivo.
Questi processi sono studiati con un occhio di riguardo per l'elaborazione di nuove tecniche diagnostiche e terapeutiche.